# Bartolomej Juraško
Bartolomej Juraško (31 agosto 1962) è un ex calciatore cecoslovacco e dal 1993 slovacco, di ruolo centrocampista.